# Boubacar Koné
Boubacar Sidiki Koné (ur. 21 sierpnia 1984 w Bamako) – malijski piłkarz grający na pozycji defensywnego pomocnika. W sezonie 2021/2022 zawodnik Chainat United. W latach 2001–2010 reprezentant kraju.

## Kariera klubowa

### Początki (2002–2005)
Koné urodził się w Bamako. Piłkarską karierę rozpoczął w klubie AS Bamako. Swój największy sukces w tym klubie osiągnął w 2005 roku, kiedy to wywalczył Puchar Mali. 

### Al Merreikh (2005–2007)
W 2005 roku Boubacar wyjechał do Sudanu i został zawodnikiem tamtejszego Al-Merreikh. W 2006 i 2007 roku dwukrotnie z rzędu wywalczył Puchar Sudanu oraz także dwa razy wicemistrzostwo kraju.

### Maghreb Fez (2007–2012)
Latem 2007 jego nowym klubem został marokański Maghreb Fez. Z tym zespołem zagrał 34 mecze i strzelił gola. Ponadto zdobył wicemistrzostwo kraju i puchar Maroka. 

### Powroty do ojczyzny i wyjazd do Iraku (2012–2017)
1 lipca 2012 roku wrócił do ojczyzny, dołączył do Djoliba AC Bamako. Z tym zespołem zajął 3. miejsce w lidze i z tego tytułu występował w pucharach kontynentalnych. 
1 sierpnia 2013 roku trafił do Duhok SC. Z irackim klubem dwukrotnie zajął 7. miejsce w lidze.
W sezonie 2016 wrócił do Djoliby, z którą ponownie w rozgrywkach ligowych zajął miejsce na najniższym stopniu podium.

### Kasetsart FC (2017–2020)
1 stycznia 2017 roku trafił do Kasetsart FC. W Thai League 2 zagrał w tym zespole 16 meczów i strzelił gola.

### Customs United (2020–2021)
23 grudnia 2020 roku trafił do Customs United. W tym zespole zadebiutował trzy dni później w meczu przeciwko Lampang FC, wygranym 2:0. W debiucie strzelił gola – do siatki trafił w 27. minucie. Pierwszą asystę zaliczył 10 marca 2021 roku w meczu przeciwko Chainat FC, przegranym 2:3. Asystował przy golu w 78. minucie. Łącznie zagrał 15 spotkań, strzelił gola i miał asystę.

## Kariera reprezentacyjna
W 2004 roku Koné wystąpił wraz z olimpijską reprezentacją Mali na Igrzyskach Olimpijskich w Atenach, grając jedno spotkanie, podczas pozostałych siedział na ławce. W pierwszej reprezentacji zadebiutował w 2001 roku, a w 2008 został powołany przez selekcjonera Jeana-François Jodara na Puchar Narodów Afryki 2008, lecz nie zagrał tam żadnego meczu. Ostatni raz w reprezentacji wystąpił w 2010 roku.